# Frank Lukeman
Frank Lukeman (eigentlich: Francis Lawrence Lukeman; * 20. Juni 1885 in Montreal; † 23. Dezember 1946) war ein kanadischer Leichtathlet.
Bei den Olympischen Spielen 1908 in London startete er in vier Disziplinen. Über 100 und 200 Meter schied er ebenso im Vorlauf aus wie mit der kanadischen Mannschaft in der olympischen Staffel; im Weitsprung kam er auf den 13. Platz.
Vier Jahre später hatte er beim Fünfkampf der Olympischen Spiele 1912 in Stockholm mit 29 dieselbe Platzziffer wie James Donahue, der aufgrund der Wertung nach der Zehnkampftabelle ursprünglich die Bronzemedaille zuerkannt bekam. Nach der Disqualifikation Jim Thorpes rückte Donahue auf den Silber- und Lukeman auf den Bronzerang auf. Im Zehnkampf gab Lukeman nach acht Disziplinen auf, über 100 Meter und in der 4-mal-100-Meter-Staffel erreichte er jeweils das Halbfinale, und im 110-Meter-Hürdenlauf schied er im Vorlauf aus.